# Брулени хълмове (филм, 1954)
Вижте пояснителната страница за други значения на Брулени хълмове.
„Брулени хълмове“ (на испански: Abismos de pasión) е мексикански романтичен филм от 1954 година на режисьора Луис Бунюел.
Сценарият на Бунюел в съавторство с Хулио Алехандро и Ардуино Маюри е базиран на част от романа „Брулени хълмове“ от Емили Бронте, като пренася действието в Мексико от XIX век. Главните роли се изпълняват от Ирасема Дилиан и Хорхе Мистрал.